# Lambert
Lambert – imię męskie pochodzenia germańskiego. Upowszechniło się w średniowieczu po podboju Anglii przez Normanów wraz z rozpowszechnieniem kultu św. Lamberta z Maastricht.

## Etymologia
Dwuczłonowe imię, które poprzez starofrancuski ze starogórnoniemieckiego lant (“ziemia”) + beraht (“jasny”).
Lambert imieniny obchodzi: 14 kwietnia, 16 kwietnia, 26 maja, 22 czerwca, 22 sierpnia i 17 września.
Znane osoby o imieniu Lambert:
- św. Lambert z Maastricht
- Lambert Mieszkowic – syn Mieszka I i Ody
- Mieszko II Lambert
- Lamberto Bava – włoski reżyser, scenarzysta i producent filmowy
- Bert van Marwijk – holenderski piłkarz i trener, selekcjoner reprezentacji Holandii